# Fire (singel U2)
Fire – piosenka rockowej grupy U2, pochodząca z jej wydanego w 1981 roku albumu, October. Została nagrana na Bahamach, podczas przerwy w trakcie trasy koncertowej Boy Tour, w kwietniu 1981 roku. Pierwsze wykonanie utworu na żywo miało miejsce już miesiąc później, 27 maja 1981 roku. „Fire” była jedną z dwóch piosenek z płyty October, które zespół wykonywał podczas występów w ramach Boy Tour; drugą była „I Fall Down”.
Po wydaniu oficjalnego singla, piosenka wskoczyła na listy przebojów w Wielkiej Brytanii (#35). Była to najwyższa pozycja, jaką udało się osiągnąć piosence zespołu, do czasu ukazania się „New Year’s Day” w 1983 roku.

## Wydania
Po raz pierwszy piosenka pojawiła się w krótkiej, trwającej zaledwie 30 sekund instrumentalnej wersji, dołączonej jako ukryta ścieżka do części wydań Boy. Dopiero wtedy, gdy utwór został oficjalnie wydany, ukazały się trzy wersje singla – na 7". na podwójnym 7" oraz na 12". chociaż ta była zatytułowana „U2 R.O.K.”. co oznaczało w skrócie „U2 are OK”. „Fire” doczekał się także czwartego wydania na CD w 1991 roku, z tym, że singel, podobnie jak wcześniejsze wersja na „12, miał tytuł „U2 R.O.K.”.
„Fire” został także umieszczony jako utwór dodatkowy na japońskim wydaniu singla „A Celebration” w 1982 roku. Z kolei jego wersja nagrana na żywo, znalazła się na części wydań „New Year’s Day” w 1983 roku.

## Lista utworów

### Wersja 1
1. „Fire” (wersja albumowa) – 3:48
2. „J. Swallo” – 2:18

Najpopularniejsze wydanie na 7".

### Wersja 2
1. „Fire” (wersja albumowa) – 3:48
2. „J. Swallow” – 2:18
3. „11 O’Clock Tick Tock” / „The Ocean” (na żywo z Bostonu, 6 marca 1981) – 7:03
4. „Cry / The Electric Co.” (na żywo z Bostonu, 6 marca 1981) – 4:53

Podwójne wydanie na 7". dostępne w Irlandii i Wielkiej Brytanii.

### Wersja 3
1. „Fire” (wersja albumowa) – 3:48
2. „J. Swallow” – 2:18
3. „11 O’Clock Tick Tock” / „The Ocean” (na żywo z Bostonu, 6 marca 1981) – 7:03

Wydanie „U2 R.O.K.” na 12". dostępne w Niemczech, Hiszpanii i Holandii.

### Wersja 4
1. „Fire” (wersja albumowa) – 3:50
2. „J. Swallow” – 2:20
3. „11 O’Clock Tick Tock” (na żywo z Bostonu, 6 marca 1981) – 4:52
4. „The Ocean” (na żywo z Bostonu, 6 marca 1981) – 2:14

Wydanie „U2 R.O.K.” z 1991 roku na CD, dostępne w Niemczech i Austrii.

## Pozycje
| Kraj/Lista (1981)                  | Pozycja |
| ---------------------------------- | ------- |
| Wielka Brytania (UK Singles Chart) | 35      |